# Aquila 1902 Montevarchi 2022-2023
Questa voce raccoglie le informazioni riguardanti l'Aquila 1902 Montevarchi nelle competizioni ufficiali della stagione 2022-2023.

## Stagione
Nella stagione 2022-2023 l'Aquila Montevarchi disputa il girone B del campionato di Serie C, con 28 punti si piazza in ultima posizione e retrocede in Serie D. La stagione è iniziata con il tecnico Roberto Malotti, sostituito a metà dicembre da Mauro Banchini, ma non si è evitato la retrocessione, con rammarico, perché con un solo punto in più si sarebbe disputato il Play-out. Nella Coppa Italia di Serie C la squadra rossoblù ha superato nel primo turno (1-0) il Monterosi Tuscia, poi nel secondo turno è uscita dal torneo perdendo (1-0) a Chiavari contro la Virtus Entella.

## Divise e sponsor
Il fornitore tecnico per la stagione 2022-2023 è Mizuno; lo sponsor di maglia è Ambrogio Robot.
| Casa | Trasferta |

## Rosa
| N. |                    | Ruolo | Calciatore            |
| -- | ------------------ | ----- | --------------------- |
| 1  | Italia (bandiera)  | P     | Stefano Mazzini       |
| 2  | Italia (bandiera)  | D     | Lorenzo Chiti         |
| 3  | Italia (bandiera)  | D     | Sean Martinelli       |
| 4  | Italia (bandiera)  | D     | Alessandro Tozzuolo   |
| 5  | Italia (bandiera)  | D     | Mattia Gennari        |
| 6  | Italia (bandiera)  | D     | Nicolò Bertola        |
| 7  | Italia (bandiera)  | C     | Nicolas Boiga         |
| 8  | Italia (bandiera)  | C     | Francesco Amatucci () |
| 9  | Camerun (bandiera) | A     | Jonathan Italeng      |
| 10 | Italia (bandiera)  | C     | Simone Biagi          |
| 11 | Italia (bandiera)  | A     | Gabriele Kernezo      |
| 14 | Italia (bandiera)  | D     | Antonio Boccadamo     |
| 17 | Italia (bandiera)  | C     | Jacopo Cerasani       |
| 18 | Italia (bandiera)  | A     | Luca Lischi           |

| N. |                        | Ruolo | Calciatore         |
| -- | ---------------------- | ----- | ------------------ |
| 19 | Italia (bandiera)      | D     | Fabio Alagna       |
| 21 | Gambia (bandiera)      | A     | Sulayman Jallow    |
| 22 | Italia (bandiera)      | P     | Andrea Giusti      |
| 23 | Italia (bandiera)      | P     | Alberto Rossi      |
| 26 | Italia (bandiera)      | D     | Filippo Fiumanò    |
| 28 | Italia (bandiera)      | D     | Moussa Mané        |
| 29 | Togo (bandiera)        | D     | Steven Nador       |
| 30 | Italia (bandiera)      | D     | Francesco Barranca |
| 66 | Italia (bandiera)      | D     | Andrea Marcucci    |
| 70 | Italia (bandiera)      | C     | Edoardo Saporiti   |
| 77 | Italia (bandiera)      | C     | Giulio Giordani    |
| 87 | Italia (bandiera)      | D     | Gianluca Bassano   |
| 88 | Italia (bandiera)      | C     | Niccolò Pietra     |
| 98 | Stati Uniti (bandiera) | A     | Joshua Pérez       |

## Statistiche

### Statistiche di squadra
Statistiche aggiornate al 23 aprile 2022.
| Competizione         | Punti | In casa | In casa | In casa | In casa | In casa | In casa | In trasferta | In trasferta | In trasferta | In trasferta | In trasferta | In trasferta | Totale | Totale | Totale | Totale | Totale | Totale | DR |
| Competizione         | Punti | G       | V       | N       | P       | Gf      | Gs      | G            | V            | N            | P            | Gf           | Gs           | G      | V      | N      | P      | Gf     | Gs     | DR |
| -------------------- | ----- | ------- | ------- | ------- | ------- | ------- | ------- | ------------ | ------------ | ------------ | ------------ | ------------ | ------------ | ------ | ------ | ------ | ------ | ------ | ------ | -- |
| Serie C              | 0     | 0       | 0       | 0       | 0       | 0       | 0       | 0            | 0            | 0            | 0            | 0            | 0            | 0      | 0      | 0      | 0      | 0      | 0      | 0  |
| Coppa Italia Serie C | -     | 0       | 0       | 0       | 0       | 0       | 0       | 0            | 0            | 0            | 0            | 0            | 0            | 0      | 0      | 0      | 0      | 0      | 0      | 0  |
| Totale               | -     | 0       | 0       | 0       | 0       | 0       | 0       | 0            | 0            | 0            | 0            | 0            | 0            | 0      | 0      | 0      | 0      | 0      | 0      | 0  |